# Fred Onyancha
Frederick « Fred » Onyancha (né le 25 décembre 1969 dans la province du Nyanza) est un athlète kényan spécialiste du 800 mètres.
Il s'illustre lors de la saison 1996 en remportant la médaille d'or des Championnats d'Afrique de Yaoundé en 1 min 46 s 69, devant l'Algérien Adem Hecini. Sélectionné pour les Jeux olympiques d'Atlanta, Fred Onyancha se classe troisième de la finale derrière le Norvégien Vebjörn Rodal et le Sud-africain Hezekiél Sepeng. Il établit à cette occasion la meilleure performance de sa carrière sur 800 m en 1 min 42 s 79.

## Palmarès
| Année | Compétition            | Lieu    | Résultat |
| ----- | ---------------------- | ------- | -------- |
| 1996  | Championnats d'Afrique | Yaoundé | 1er      |
| 1996  | Jeux olympiques        | Atlanta | 3e       |